# Elecciones federales de Suiza de 2019
Nota: El Consejo de los Estados no influye en la elección del Consejo Federal. Para los resultados de las elecciones al Consejo de los Estados véase las tablas de abajo.
Las elecciones federales en Suiza se celebraron el 20 de octubre de 2019. En ellas, se eligió a los miembros de la bicameral Asamblea Federal: Consejo Nacional (que representa a la población) y del Consejo de los Estados (que representa a los cantones).

## Sistema electoral
Los 200 miembros del Consejo Nacional, son elegidos por mayoría en cinco circunscripciones uninominales, y por representación proporcional en 21 distritos electorales con múltiples miembros. Las 26 circunscripciones y distritos se asignaron de forma coincidente con los 26 cantones del país. Las elecciones se llevaron a cabo utilizando el sistema de listas abiertas, donde los votantes podían elegir los nombres presentes en las listas de partidos, los electores también pudieron repartir su voto entre varios candidatos de diferentes organizaciones (en un sistema conocido como panachage) o elaborar su propia lista en una boleta en blanco. Los asientos se asignan utilizando el método Hagenbach-Bischoff.
Los 46 miembros del Consejo de los Estados son elegidos en 20 circunscripciones con dos representantes (representando a los 20 cantones) y seis circunscripciones de un solo miembro (representando a los seis semicantones). En el Jura y en Neuchâtel las elecciones se realizan mediante representación proporcional, mientras que las 24 restantes utilizan el sistema mayoritario.

## Resultados

### Consejo Nacional
|                                    | Partido Popular Suizo              | 620,343   | 25.6 | 53  | -12 |  |  |  |  |
|                                    | Partido Socialista Suizo           | 408,128   | 16.8 | 39  | -4  |  |  |  |  |
|                                    | Partido Liberal Radical Suizo      | 366,303   | 15.1 | 29  | -4  |  |  |  |  |
|                                    | Los Verdes                         | 319,988   | 13.2 | 28  | +17 |  |  |  |  |
|                                    | Partido Demócrata Cristiano        | 275,842   | 11.4 | 25  | -2  |  |  |  |  |
|                                    | Verdes Liberales                   | 189,162   | 7.8  | 16  | +9  |  |  |  |  |
|                                    | Partido Burgués Democrático        | 59,206    | 2.4  | 3   | -4  |  |  |  |  |
|                                    | Partido Popular Evangélico         | 50,317    | 2.1  | 3   | +1  |  |  |  |  |
|                                    | Partido Suizo del Trabajo          | 25,427    | 1.0  | 1   | 0   |  |  |  |  |
|                                    | Solidaridad                        | 25,427    | 1.0  | 1   | +1  |  |  |  |  |
|                                    | Unión Democrática Federal de Suiza | 24,145    | 1.0  | 1   | +1  |  |  |  |  |
|                                    | Liga de Tesino                     | 18,187    | 0.8  | 1   | -1  |  |  |  |  |
|                                    | Lista Alternativa                  | 7,709     | 0.3  | 0   | 0   |  |  |  |  |
|                                    | Partido Pirata de Suiza            | 6,602     | 0.3  | 0   | 0   |  |  |  |  |
|                                    | Partido Social Cristiano           | 6,238     | 0.3  | 0   | 0   |  |  |  |  |
|                                    | Movimiento Ciudadano de Ginebra    | 5,338     | 0.2  | 0   | -1  |  |  |  |  |
|                                    | Demócratas Suizos                  | 3,202     | 0.1  | 0   | 0   |  |  |  |  |
|                                    | Políticos Íntegros                 | 2,849     | 0.1  | 0   | 0   |  |  |  |  |
|                                    |                                    |           |      |     |     |  |  |  |  |
| Votos inválidos y en blanco        |                                    |           |      |     |     |  |  |  |  |
| Total                              | Total                              | 2,462,581 | 100  | 200 | 0   |  |  |  |  |
| Votantes registrados/participación | Votantes registrados/participación |           | 45.1 | –   | –   |  |  |  |  |

### Consejo de los Estados
|                  | Partido Demócrata Cristiano   | 8  | 5  | 13 | 0 |  |  |  |  |
|                  | Partido Liberal Radical Suizo | 7  | 5  | 12 | 1 |  |  |  |  |
|                  | Partido Socialista Suizo      | 3  | 6  | 9  | 3 |  |  |  |  |
|                  | Partido Popular Suizo         | 3  | 3  | 6  | 1 |  |  |  |  |
|                  | Los Verdes                    | 2  | 3  | 5  | 4 |  |  |  |  |
|                  | Partido Burgués Democrático   | –  | –  | –  | 1 |  |  |  |  |
|                  | Independientes                | 1  | –  | 1  | 0 |  |  |  |  |
|                  |                               |    |    |    |   |  |  |  |  |
| Total de escaños | Total de escaños              | 24 | 22 | 46 |   |  |  |  |  |